# Latina (álbum)
Latina é o décimo quarto álbum de estúdio da artista musical mexicana Thalía, lançado em 6 de maio de 2016 pela gravadora Sony Music Latin.
O álbum consiste em treze faixas, incluindo algumas em que a artista canta em parceria com cantores como Maluma, Silvestre Dangond, De La Ghetto, OMI, Jacob Forever e Chiky Bom Bom "La Pantera". 
O primeiro single do álbum é a canção "Desde Esa Noche", lançado em 29 de Janeiro de 2016, e o segundo é "Vuélveme a Querer", lançado no dia 29 de Abril de 2016.
No geral, Latina recebeu críticas positivas, principalmente em relação a qualidade das canções e produção.

## Antecedentes e produção
Latina representa a volta de Thalía após dezoito meses do lançamento de seu álbum anterior, Amore Mio. É a primeira vez que Thalía trabalha com o produtor Sergio George e a sexta que trabalha com Cory Rooney, cujo já tinha produzido outros álbuns da artista como Arrasando (2000), Thalía (2002), Thalía (2003), Thalía's Hits Remixed (2003) e El Sexto Sentido (2005). 
A pré-produção de Latina se iniciou em Agosto de 2015, cinco meses após o lançamento de sua coleção de roupas da Macy's, que seria lançado em Janeiro de 2016.
Sua gravação se iniciou por volta de Novembro de 2015  e a pós-produção em Janeiro de 2016, se encerrando no dia 17 de Fevereiro de 2016.
Em 27 de Fevereiro, quase um mês após do lançamento do primeiro single "Desde Esa Noche" e dez dias do término das gravações, Thalía divulgou pela primeira vez o nome a capa do álbum.

## Lançamento e divulgação
No dia 29 de Março de 2016, além de Latina ter sido colocado para pré-venda na Amazon, Thalía anunciou a data oficial de seu lançamento para o dia 6 de Maio.
Em 8 de Abril de 2016, o álbum foi colocado para pré-venda na iTunes Store.
No dia 5 de Maio, um dia antes do lançamento mundial, Thalía acabou disponibilizando a versão física de Latina somente no México, mas como consequência, o álbum foi colocado na internet na íntegra pelos fãs da artista que já tinha o adquirido.
No dia seguinte, Latina foi lançado oficialmente em outros países do mundo em download digital pela iTunes, e a versão física nos EUA e Espanha. No dia 11 de Maio, Thalía apresentou o álbum em uma coletiva em Nova York.

## Singles
O primeiro single do álbum, "Desde Esa Noche", com participação especial de Maluma, foi lançado no dia 29 de Janeiro de 2016 em download digital. Nas charts da Billboard, a canção alcançou a quarta posição na Latin Pop Songs, a sétima na Latin Digital Songs e a 16ª na Hot Latin Songs. No México, alcançou a quarta posição na Pop Airplay e a 11ª na Pop Radio, ambas do Monitor Latino. O videoclipe de "Desde Ese Noche" foi lançado no dia 18 de Março, pelo canal VEVO oficial da artista. 
O segundo single, "Vuélveme a Querer", foi lançado no dia 29 de Abril em download digital. Seu videoclipe foi lançado em 10 de Maio, também pelo canal VEVO da artista.

## Repercussão
| Críticas profissionais | Críticas profissionais |
| Avaliações da crítica  | Avaliações da crítica  |
| Fonte                  | Avaliação              |
| ---------------------- | ---------------------- |
| Allmusic               | [ 3 ]                  |

O crítico Thom Jurek do Allmusic deu quatro de cinco estrelas para o álbum. De acordo com Jurek, "Latina é resultado da boa produção de Sergio George", além de "misturar muito bem os estilos pop e o latino". Jurek também destaca as canções "Desde Esa Noche", dizendo que o estilo reggaeton é "contraposto pela cumbia e mariachi também presentes"; "De Ti" representa a "reinvenção do velho estilo pop colombiano misturado com um toque de bachata e rock"; "Todavía te Quiero" volta a reunir o reggaeton e a cumbia; "Frutas" é classificada com uma salsa funk e destacada pela participação da cantora Chiky Chiky Bom Bom "La Pantera", uma das "melhores participações" do álbum; e "Todo (Se Poso Thelo)", a parceria entre Thalía e os cantores OMI e Jacob Forever "é destacada pelos coros e os versos finais em inglês e espanhol". Mesmo considerando os duetos presentes no álbum como bons, Jurek constata que Thalía poderia "levar o álbum todo nas costas", destacando as canções-solo "Vuélveme a Querer", que começa como "uma balada, depois passa pelo pop e termina como rock"; "Tik Tik Ta (Uno Momento)" é uma "cumbia moderna"; "Pena Negra" é uma versão moderna do estilo cubano e afro e "Enemigos" que chega a ser uma canção "lenta, sensual e uma salsa cheia de vapor". Jurek também separa aquelas que seriam as "canções velha guarda" da artista como: "Te Encontraré", que seria uma canção pop latino; "Poquita Fe", que contém arranjos de jazz tocados no violão; e por fim, "Vivir Junto a Tí", que é considerado pelo crítico como um "clássico da cantora". No geral, Jurek classifica Latina como mais consistente em comparação ao álbum anterior da artista, Amore Mio, além de ser um álbum "inspirado, sagaz, nítido", assim como todas as produções de Sergio George. O álbum também seria "representativo para a carreira de Thalía, por não só reafirmar seu status, mas também sua ambição e confiança como artista".
Já Chuck Eddy do site Rhapsody, ressaltou a mistura de diferentes estilos no álbum destacando as canções "Poquita Fe", que contém elementos nostálgicos, "Enemigos", em que está presente a salsa e o pop, e as baladas românticas como "Vuélveme a Querer" e "Vivir Junto a Ti". Eddy também destacou o potencial da artista nos duetos das canções como "Desde Esa Noche", "De Ti" e "Todo". Segundo Eddy, a canção "Tik Tik Ta (Uno Momento)" é "bonita e saltitante, sendo finalizada por um áudio de despertador", enquanto "Frutas", é a mais "radical, puxando para o merengue" e representa "uma celebração à vida e à fruta".

## Prêmios e indicações
| Ano  | Recipiente/Trabalho indicado | Prêmio                       | Categoria                                  | Resultado | Ref.                |
| ---- | ---------------------------- | ---------------------------- | ------------------------------------------ | --------- | ------------------- |
| 2016 | Latina                       | Prêmio Lo Nuestro            | Álbum do Ano – Pop/Rock                    | Indicado  | [ 16 ]              |
| 2016 | Thalía                       | Prêmio Lo Nuestro            | Artista Feminina do Ano                    | Venceu    | [ 16 ]              |
| 2016 | "Desde Esa Noche"            | Prêmio Juventud              | A Combinação Perfeita (com Maluma)         | Indicado  | [carece de fontes?] |
| 2016 | Thalía                       | Billboard Latin Music Awards | Artista Feminina do Ano – Hot Latin Songs  | Indicado  | [carece de fontes?] |
| 2016 | Thalía                       | Billboard Latin Music Awards | Artista Feminina do Ano – Top Latin Albums | Indicado  | [carece de fontes?] |

## Faixas
| N.º            | Título                                             | Compositor(es)                                                                                               | Produtor(es)                                                | Duração |  |
| 1.             | "Desde Esa Noche (feat. Maluma)"                   | Pablo Uribe Sergio George Maria Adelaida Agudelo Mauricio Rengifo                                            | Sergio George                                               | 3:47    |  |
| 2.             | "La Movidita"                                      | Antonio Rayo Gibo Americo Jiménez                                                                            | George                                                      | 3:53    |  |
| 3.             | "De Ti (feat. Silvestre Dangond)"                  | Edgar Barrera George Joey Montana                                                                            | George                                                      | 3:46    |  |
| 4.             | "Vuélveme a Querer"                                | George Rengifo                                                                                               | Mauricio Rengifo Armando Ávila Andres Torres                | 4:05    |  |
| 5.             | "Todavia te Quiero (feat. De La Ghetto)"           | George Sebástian Obando Rengifo                                                                              | George                                                      | 3:21    |  |
| 6.             | "Frutas (feat. Chiky Bom Bom "La Pantera")"        | Lisette Eduardo Cieto Marcela de la Garza George Tommy Mottola Chiky Bom Bom "La Pantera" Cory Rooney Thalía | George                                                      | 4:18    |  |
| 7.             | "Pena Negra"                                       | Homero Aguilar                                                                                               | George                                                      | 2:46    |  |
| 8.             | "Tiki Tiki Ta (Uno Momento)"                       | Filip Miletic Milos Roganovic                                                                                | George                                                      | 3:30    |  |
| 9.             | "Todo (Poso Se Thelo) (feat. OMI e Jacob Forever)" | Konstantinos Pantzis Hristodoulos Siganos Valentino                                                          | George                                                      | 3:37    |  |
| 10.            | "Te Encontraré"                                    | Issac Delgado Mitchell Delgado Alejandro Fernández Rooney                                                    | Cory Rooney Khateeb M. Muhammad Chris Grayson Issac Delgado | 3:46    |  |
| 11.            | "Poquita Fe"                                       | Bobby Capó                                                                                                   | George                                                      | 3:17    |  |
| 12.            | "Enemigos"                                         | Aguilar | George Rooney                                               | 2:46    |  |
| 13.            | "Vivir Junto a Tí"                                 | de la Garza George Thalía                                                                                    | George                                                      | 3:28    |  |
| Duração total: | Duração total:                                     | Duração total:                                                                                               | Duração total:                                              | 46:17   |  |

## Créditos
Em ordem alfabética.
| - Maria Adelaida Agudelo - compositora - Homero Aguilar – compositor - José Aguirre – arranjo, diretor, trompete, trompete (baixo) - Jair Alcalá – acordeão, engenheiro de som - Chris Allgood – assistente - Carlos Alvarez – mixagem - Juan Mário "Mayito" Aracil – bateria, engenheiro de som, mixagem - Pablo Arraya – engenheiro de som - Armando Ávila – arranjo, bateria, coro, direção musical, engenheiro de som, guitarra elétrica, órgão Hammond, mixagem, piano, produtor, programação, teclado, violão - Emilio Ávila – coordenação de produção - Edgar Barrera – compositor, engenheiro de som, violão - Richard Bravo – engenheiro de som, percussão - Alvaro Carbacas – piano - Diego Camacho – bongô, percussão, timbales - Bobby Capó – compositor - Eri Carranco – coro - Lisette Eduardo Cleto – compositora - Tom Coyne – masterização - Lucas Dangond – acordeão - Silvestre Dangond – participação especial - Juan David – engenheiro de som - Nicolás Ladrón de Guevara – engenheiro de som - Marcela de la Garza – compositora - De La Ghetto – participação especial - Issac Delgado – compositor - Michell Delgado – compositor - Doug Emery – engenheiro de som, teclado - Eric Erickson – engenheiro de som - Alejandro Fernández – compositor - Francesc Freixes – arte - Giuseppe Gallo – requinta, violão - Carlos Galvez – piano - Antonio Rayo Gibo – compositor - Thalía – compositora, coro, produtora executiva, vocalista - Sergio George – arranjo, baixo, compositor, cordas, piano, produtor, teclado - Gianko Gómez – coro - Guanko Gómez – coro - Victor González – piano - Adelmo Granados – acordeão - Carlos Guerrero – percussão - Manuel Guillermo – engenheiro de som - Hristodoulos Siganos – compositor - Jacob Forever – participação especial - Amerika Jiménez – compositora - Emily Lazar – masterização - Lee Levin – bateria, engenheiro de som | - Beatriz Cesar Llanes – coro - Mills Logan – engenheiro de som - Edwin Lozano – engenheiro de som - Maluma – participação especial - Elkin Medina – baixo - Juan Daniel Melgarejo – conga, percussão - Tommy Mottola – compositor, produtor executivo - Javier Mugno – engenheiro de som - Adriana Munoz – assistente de produção - Junichi Murakawa – engenheiro de som - Harlinson Murillo – clarinete, saxofone - Josh Murty – engenheiro de som - Sebastián Obando – compositor - Alfredo Oliva – contratação - OMI – participação especial - Luis Ortega – arranjo, diretor, engenheiro de som, programação, teclado - Guacharaca Reynaldo Ortiz – acordeão - Chicky Chicky Bom Bom "La Pantera" – participação especial - Konstantinos Pantizis – compositor - William Paredes – trombone - Gerardo Pérez – trompete - Marc Quiñones – conga, percussão - Mauricio Rengifo – arranjo, compositor, diretor, engenheiro de som, produtor, programação - Abelardo Rivera – engenheiro de som - Rubén Rodríguez – baixo - Fernando Rojo – produtor, produtor de cordenação - Matt Rollings – piano, órgão Hammond - Cory Rooney – bateria, compositor, produtor - Jhoanna Rosero – engenheira de som - Caliche Sabogal – percussão - Juan Salazar – arranjo de cordas, condução - Garcia Salcedo – engenheiro de som - Luis Sandoval – baixo - Gustavo Serna – violão - Ariadna Sodi – fotografia - Richard Stella – trombone - Michael Thompson – engenheiro de som, violão - Andres Torres – arranjo, bateria, direção musical, engenheiro de som, produtor - Sharo Torres – arranjo, direção musical, programação de ritmo, programação de teclado, teclado - Pablo Uribe – arranjo, compositor, violão - Guillermo Vadala – baixo - Júlia Valdés – baixo - Júlio Valdés – baixo - Valentino – compositor - Dan Warner – arranjo, direção musical, engenheiro de som, teclado, violão |  |

## Charts

### Semanais
| Chart (2016)                     | Posição |
| -------------------------------- | ------- |
| Billboard Latin Pop Albums       | 1       |
| Billboard Top Latin Albums       | 1       |
| Billboard Top Album Sales        | 94      |
| Espanha (PROMUSICAE Top 100)     | 17      |
| Grécia (IFPI Top 75)             | 53      |
| México (AMPROFON Top 20 Album)   | 4       |
| México (AMPROFON Top 20 Español) | 3       |
| México (AMPROFON Top 100)        | 4       |

## Vendas e certificações
| Região                                           | Certificação | Vendas/distribuição |
| ------------------------------------------------ | ------------ | ------------------- |
| EUA (RIAA)                                       | Platina      | 60.000‡             |
| México (AMPROFON)                                | Platina      | 60.000‡             |
| ‡vendas+demandas baseadas apenas na certificação |              |                     |

## Histórico de lançamentos
| País      | Data               | Formato(s)       | Gravadora(s)              | Ref.   |
| --------- | ------------------ | ---------------- | ------------------------- | ------ |
| México    | 5 de Maio de 2016  | CD               | Sony Music Mexico         | [ 12 ] |
| Mundial   | 6 de Maio de 2016  | Download digital | Sony Music Latin Sony BMG | [ 28 ] |
| EUA       | 6 de Maio de 2016  | CD               | Sony Music Latin Sony BMG | [ 29 ] |
| Espanha   | 6 de Maio de 2016  | CD               | Sony Music Spain          |        |
| Argentina | 9 de Maio de 2016  | CD               | Sony Music Argentina      | [ 30 ] |
| Turquia   | 12 de Maio de 2016 | CD               | Sony Music Turkey         |        |
| Grécia    | 16 de Maio de 2016 | CD               | Sony Music Greece         |        |
| Chile     | 18 de Maio de 2016 | CD               | Sony Music Chile          |        |
| Brasil    | 20 de Maio de 2016 | CD               | Sony Music Brasil         | [ 31 ] |
| Taiwan    | 21 de Maio de 2016 | CD               | Sony Music Taiwan         |        |

## Turnê
Latina Love Tour foi a sexta turnê da cantora mexicana Thalía, em apoio ao seu álbum Latina (2016).
Este álbum teve um grande impacto comercial em toda a América Latina e nos Estados Unidos. 
Foi também a primeira turnê de Thalía em três anos, após a Viva! Tour de 2013. 
A turnê começou em Nova Jersey em 23 de setembro de 2016 e terminou em 18 de outubro do mesmo ano, na Cidade do México. Arrecadou cerca de 3,7 milhões de dólares em 9 apresentações.. Houve fortes rumores de que a turnê passaria pelo Brasil e por outros países América Latina, mas as apresentações ficaram somente no eixo México-Estados Unidos.
Em outubro de 2016, foi anunciado em suas redes sociais um documentário sobre a turnê. O projeto nunca chegou a ser lançado.

Repertório
1. "Video Intro" (Contém elementos de "Acción y reacción", "Reencarnación", "Amor a la mexicana", "Noches sin luna", e "El día del amor")
2. "Love"
3. "Medley" (Retro)
  1. "Un pacto entre los dos"
  2. "Amándote"
  3. "En la intimidad"
  4. "Fuego cruzado"
  5. "Sangre"
  6. "Pienso en ti"
  7. "Amarillo azul"
4. "Gracias a Dios"
5. "Insensible"
6. "Amore mío"
7. "Más"
8. "En silencio" (Video Interlude)
9. "Por lo que reste de vida"
10. "¿Qué será de ti?"
11. "Equivocada"
12. "Habítame siempre"
13. "Te encontraré" (Video Interlude)
14. "Pena negra"
15. "La movidita"
16. "Todavía te quiero"
17. "De ti"
18. "Medley" (Telenovelas)
  1. "Rosalinda"
  2. "Marimar"
  3. "María la del barrio"
19. "Frutas"
20. "Gracias" (Video Interlude)
21. "Entre el Mar y una Estrella"
22. "Tiki tiki ta"
23. "Medley"
  1. "Tú y Yo"
  2. "No me enseñaste"
  3. "Seducción"
  4. "Piel morena"
24. "Amor a la mexicana"
25. "Desde esa noche"

Encore
1. "¿A quién le importa?"
2. "Arrasando"

Datas
| América do Norte       |                  |                |                        |
| 23 de setembro de 2016 | Nova Jersey      | Estados Unidos | State Theatre          |
| 28 de setembro de 2016 | Nova Iorque      | Estados Unidos | Beacon Theatre         |
| 30 de setembro de 2016 | Miami            | Estados Unidos | Adrienne Arsht Center  |
| 3 de outubro de 2016   | Houston          | Estados Unidos | Revention Music Center |
| 4 de outubro de 2016   | Dallas           | Estados Unidos | Majestic Theatre       |
| 8 de outubro de 2016   | Hollywood        | Estados Unidos | Dolby Theatre          |
| 15 de outubro de 2016  | Monterrey        | México         | Auditorio citiBanamex  |
| 17 de outubro de 2016  | Cidade do México | México         | Auditório Nacional     |
| 18 de outubro de 2016  | Cidade do México | México         | Auditório Nacional     |